# شنيور زالمان من ليادي
شنيور زالمان من ليادي (4 سبتمبر عام 1745 - 15 ديسمبر عام 1812 بحسب التقويم القديم / 18 أيلول عام 5505 - 24 طيبيت عام 5573 بحسب التقويم العبري) هو حاخام ومؤسس حركة حباد وأول أحبارها. تعد حباد فرقة من فرق اليهودية الحسيدية. كتب العديد من الأعمال، ويشتهر بكتاب «شولحان عاروخ الحاخام» وكتاب «تانيا» وكتاب «سدور ضياء التوراة»، وهو كتاب لشعائر الصلوات والذي جمعه بحسب تقليد إسحق لوريا (نوسخ آري).

## السيرة الذاتية

### النشأة
ولد شنيور زالمان في ليوزنا وهي بلدة صغيرة تقع في دوقية ليتوانيا الكبرى (في ما يعرف الآن ببيلاروس) في عام 1745. كان نسب والده باروخ يرجع إلى الحاخام المتصوف والفيلسوف يهوذا لو بن بتسلئيل. يذكر مائير بيرلس البراغي أن المهرال كان ابن سليل حفيد يهوذا ليب الأكبر، والذي أشيع عنه انحداره من نسب الحاخام هاي غائون من طرف والده وهو ما يعني أنه كان ينحدر من نسب داودي، ولكن أبدى عدد من المؤرخين الحديثين من أمثال أوتو مونولس وشلومو إنغارد شكوكهم حيال هذا الادعاء. كان شنيور زالمان من أبرز تلامذة دوف بير الميزريتشي المعروف بلقب «الماغيد الأكبر» (وأصغرهم سنًا). وبدوره كان دوف بير الميزريتشي خليفة مؤسس اليهودية الحسيدية إسرائيل بن إليعزير المعروف بلقب بعل شيم توف.
أظهر شنيور زالمان موهبةً استثنائيةً حين كان طفلًا؛ إذ كتب تفسيرًا توراتيًا شاملًا استنادًا على أعمال راشي وموشه بن نحمان وإبراهيم ابن عزرا حين كان يبلغ من العمر ثمانية أعوام.
درس تحت إشراف يساكر بير في قرية ليوبافيتشي (لوبافيتش) حتى بلغ من العمر الثانية عشر. بزغ نجمه كباحث تلمودي حتى أن معلمه بعثه أدراجه، وأبلغ والده أن بوسع ابنه المواظبة على دراسته دون الاستعانة بأستاذ. ألقى خطبة تتعلق بشرائع كدوش هيخداش المتسمة بالتعقيد حين كان في الثانية عشرة من العمر. وهكذا أطلق عليه أهل البلدة لقب «راف».
تزوج حين كان في الخامسة عشرة من ستيرنا سيغال، وهي ابنة يهودا ليب سيغال الذي كان أحد أبناء مدينة فيتيبسك ميسوري الحال. استطاع بعدها التفرغ بصورة كاملة للدراسة. تثقف شنيور زالمان في الرياضيات والهندسة وعلم الفلك على يد شقيقين متعلمين قدما كلاجئين من بوهيميا واستقرا في بلدة ليوزنا خلال تلك السنوات. كذلك كان أحدهما فقيهًا في القبالة. وبالتالي، استقى زالمان معارف واسعة في العلوم والفلسفة والقبالة، وذلك إلى جانب تضلعه في الأدب الحاخامي. أضحى جهبذًا في نظام القبالة الذي وضعه إسحاق لوريا. تتلمذ على يد دوف بير الميزريتشي في عام 1764. عيِن «ماغيدًا» على ليوزنا حين كان في الثانية والعشرين من العمر في عام 1767. ظل في هذا المنصب حتى عام 1801.

### أهله
كان والد شنيور زالمان المدعو باروخ من العمال الذين آثروا كسب لقمة عيشهم من خلال العمل كبستاني بدلًا من قبول تولي منصب كحاخام مجتمعي أو كداعية (ماغيد) بحسب ما جاء في الرواية الحسيدية الحبادية التقليدية. كان باروخ أحد تلامذة الحاخام إسرائيل بعل شيم توف بحسب ما تسرده هذه الرواية التقليدية. بيد أنه لم يجتمع بمعلمه في أسفاره الأسطورية إلا بين الفينة والأخرى. يستشهد بهذه الرواية التقليدية لتسويغ السبب الكامن وراء عدم إشارة السجلات الحسيدية إلى باروخ بلقب حاخامي إذ تدعي معارضة باروخ لأي اعتراف علني بمكانته.

### الأطفال والخلافة

#### موشيه شنيئرسون
كان موشيه شنيئرسون (مواليد نحو عام 1784 - توفي قبل عام 1853) أصغر أبناء شنيور زالمان. يقال عنه أنه اعتنق المسيحية بحسب ما يذكره الباحثون. توفي في مصحة نفسية في مدينة سانت بطرسبرغ. تذكر المصادر الحبادية أن مسألة اعتناقه الديني والوثائق المتعلقة بهذا الشأن تعرضت للتزييف من قبل الكنيسة، غير أن الأرشيف البيلاروسي الحكومي في مدينة مينسك -والذي اكتشفه الباحث التاريخي شاؤول ستامبفر- يتفق مع مسألة اعتناقه الديني.

### معارضته لنابليون ودعمه للقيصر
أعلن شنيور زالمان عن تأييده للقيصر تأييدًا علنيًا وقويًا خلال الغزو الفرنسي لروسيا، وذلك في الوقت الذي أعرب فيه العديد من الزعماء الحسيديين البولنديين عن تأييدهم لنابليون أو أنهم آثروا التزام الصمت حيال دعمهم للقيصر.
كتب زالمان رسالة وجهها إلى صديقه موشيه ميزيليس فسر فيها معارضته لنابليون أثناء فراره من قوات الجيش الفرنسي الآخذة في التقدم:
«سوف تغدق الثروات على اليهود في حال ظفر نابليون بالنصر... غير أن قلوب شعب إسرائيل ستكون متقطعة ومشتتة عن أبيها في السماوات. أما في حال ظفر سيدنا ألكسندر بالنصر... ستكون قلوب شعب إسرائيل متلاحمة ومتضافرة مع أبيها في السماوات على الرغم من كثرة الفقر... ولأجل الله: احرقوا هذه الرسالة».
يرى البعض أن معارضة شنيور زالمان تعزى إلى محاولات نابليون الرامية إلى إثارة نظرة الماشيح لشخصه في نفوس اليهود، وذلك من خلال مبادرته إلى فتح بوابات الحارات اليهودية وتحرير أهاليها بمجرد غزوه لها. كذلك استحدث نابليون مجامع سنهدريم بديلة، وجند اليهود في صفوف قواته، وروج لشائعات عن اعتزامه غزو الأراضي المقدسة لجعل اليهود عنصرًا مخربًا من أجل تحقيق مآربه الخاصة. وبالتالي، كانت معارضته نابعة من خوفه العملي من تبني اليهود لمسيانية نابليون المزيفة بحسب تأويل شنيور زالمان الخاص.
كذلك يعد إسرائيل هوبستاين من كوجينيتسيه من الزعماء الحسيديين الآخرين الذين اعتبروا أن نابليون مثل خطرًا على الشعب اليهودي، ولكنه كان يؤمن أن عودة الماشيح سوف تتحقق بعد الانتصار على روسيا. اعتبر مناحيم مندل شنيئورسون أن هوبستاين كان الزعيم الحسيدي الذي آثر أن يلحق نابليون الهزيمة بالقيصر.

### ليادي
نقل زالمان مستقره إلى بلدة ليادي الواقعة ضمن منطقة فيتيبسك في روسيا الإمبراطورية عقب إطلاق سراحه، وذلك بدلًا من أن يعود إلى بلدة ليوزنا. استقر في بلدة ليادي بدعوة من الأمير البولندي ستانيسواف لوبوميرسكي، وهو حاكم هذه البلدة. استقر زالمان في ليادي خلال فترة الـ12 عامًا اللاحقة. ازداد نشاطه في البلدة بصورة هائلة، وظل اسمه مرتبطًا بها حتى يومنا هذا. ارتحل عن مدينة موغيلوف قاصدًا مدينة بولتافا هربًا من الغزو الفرنسي في عام 1812، غير أنه توفي على الطريق في بينا وهي قرية صغيرة تقع في مقاطعة كورسك. ودفن في مدينة هادياتش.

#### التاريخ اللاحق لحركة حباد
نقل دوفبر شنئوري الحركة إلى بلدة لوبافيتش (ليوبافيتشي) الواقعة في ما يعرف الآن بروسيا. أسس أحد أبرز أتباع شنيور زالمان ألا وهو أهارون هاليفي هورفيتز مدرسة حبادية منافسة في ستراشليه، غير أنها لم تستمر بعد وفاة الأخير.
نقلت حركة حباد-لوبافيتش مقرها الرئيسي إلى حي بروكلين الواقع بمدينة نيويورك في الولايات المتحدة أثناء فترة زعامة الحبر السابق يوسف يتسحاق شنيئرسون في عام 1940. استحدثت حركة حباد خلال فترة زعامة مناحيم مندل شنيئورسون فروعًا في جميع أنحاء العالم بإدارة حاخامات مدربين ومعينين من قبل لوبافيتش وبصحبة زوجاتهم وذريتهم. بقي عدد الأفرع آخذًا بالزيادة حتى يومنا هذا، وظلت الفروع القائمة آخذة بالاتساع.
يحمل العديد من أحفاد شنيور زالمان ألقابًا على غرار شنيور وشنيوري وشنيئرسون وزالمان.